# Nagrobnik Ilaria del Carretto
Nagrobnik Ilariji del Carretto je kiparsko delo Jacopa della Quercia iz leta 1406-1408 in ohranjeno v Stolnici sv. Martina v Lucci. Paolo Guinigi ga je naročil za svojo ženo Ilarijo del Carretto. Sarkofag je izdelan iz marmorja in sodi med najboljše primere italijanske nagrobne skulpture  15. stoletja.

## Zgodovina
Ilaria del Carretto je bila mlada žena Paola Guinigija, gospodarja Lucce med letoma 1400 in 1430, s katero se je poročil leta 1403. Ko je umrla je bila stara petindvajset let. Njen mož je nagrobnik naročil kiparju Jacopu della Quercia, ki je delo izdeloval od leta 1406 do 1408. Telo Ilarije pa nikoli ni bilo postavljeno v sarkofag; nedavne arheološke študije iz leta 2012 so preložile pokop v cerkvi San Francesco v Lucci.
Sarkofag je bil postavljen v središče stolnice sv. Martina v Lucci. Ko je bil leta 1430 Paolo, gospodar Lucce, izgnan iz mesta, so mu zaplenili posest in celo sarkofagu Ilarije odvzeli stranski okras. Sarkofag je bil iz prvotnega položaja, ki je bil dobro viden v cerkvi, premaknjen v osamljen položaj blizu zakristije. Leta 1488 so lokalni umetniki izklesali nove stranice, čeprav so pozneje našli originale in jih ponovno postavili na stranice sarkofaga.
Do danes so sarkofag ponovno opremili z ukradenimi deli in ga postavili v zakristijo, kjer ga je mogoče obiskati. Leta 2002 je Capitolo del Duomo arhitektoma Davidu Paltererju in Luigiju Zangheriju iz Firenc zaupal novo ureditev del v sosednjem muzeju.
Kampanja izkopavanj, ki je potekala leta 2012 v kapeli S. Lucije v Lucci, je omogočila odkritje ostankov Ilarije Del Carretto skupaj z dvema ženama Paola Guinigija.

## Opis
Marmorni sarkofag prikazuje speče dekle, skoraj v naravni velikosti, bogato oblečeno in ležečo na nosilcu, okrašenem s kerubi. Dekle ima lase s pomočjo oblazinjenega traku zbrane v tipični pričeski tistega časa, imenovani la cercine (začetek 15. stoletja), glava pa počiva na dveh blazinah. Tudi oblačila, v katerih je upodobljena ženska, odražajo modo tistega časa, pellandapp je pod prsmi zategnjena s trakom, obilne krpe in trden ovratnik (primerjajte z miniaturami bratov Limbourg iz Sijajni horarij vojvode Berrijskega) .
Portret je sladek in eleganten, z močnim kontrastom med lepoto predmeta in stanjem smrti, ki je vstopilo v kolektivno domišljijo. Draperija je še vedno poznogotska, usklajena s sodobno burgundsko skulpturo, vendar je portret individualno karakteriziran, plod znanja novega humanizma, medtem ko je motiv kerubov s festoni na straneh ekspliciten klasičen citat.
Ob dekletovih nogah se je ugnezdil pes, ki je simbol zakonske zvestobe in ga obravnavajo z izjemnim realizmom.